# Mrs. Dane's Defense
Mrs. Dane's Defense è un film muto del 1918 diretto da Hugh Ford. È l'adattamento cinematografico della commedia Mrs. Dane's Defense di Henry Arthur Jones che fu messa in scena a Broadway il 31 dicembre 1900 all'Empire Theatre.
Fu l'ultimo degli undici film che Pauline Frederick girò diretta da Ford.

## Trama
Felicia Hindemarsh arriva in Canada come accompagnatrice della signora Trent. La donna si interessa a lei, ma, quando scopre che Felicia ha una relazione con suo marito, la signora Trent si uccide. Lo scandalo è terribile: nei tre anni che seguono, Felicia - dopo aver lasciato alla sua vecchia tata il bambino frutto della colpa - viaggia per il Canada sempre avvolta da un alone di pettegolezzi. Recatasi in visita a una cugina vedova, Felicia si trova tutto a un tratto ricca ereditiera. La cugina, gravemente malata, prima di spirare, le lascia tutti i suoi beni. Felicia, finalmente, può progettare di lasciare quel paese per lei disgraziato e di tornare in Inghilterra dove vuole rifarsi una vita. Cambia il suo nome - gravemente compromesso - con quello della cugina defunta, Mrs. Dane.
A Londra, decisa a entrare in società, la signora Dane conosce e si innamora di Lionel Cartaret, il figlio adottivo di Sir Daniel Cartaret. Il giovane, per lei, lascia Janet, la sua fidanzata. Ma, il destino vuole fare pagare cara la sua colpa a Felicia: un canadese, in visita in Inghilterra, la sbugiarda, rivelando a sir Daniel chi veramente sia la donna che si fa passare per la vedova Dane. Lionel rompe il fidanzamento, ritornando da Janet, mentre Felicia riparte per il Canada, da suo figlio.

## Produzione
Il film fu prodotto dalla Famous Players Film Company.

## Distribuzione
Distribuito dalla Paramount Pictures e Famous Players-Lasky Corporation, il film - presentato da Adolph Zukor - uscì nelle sale cinematografiche USA il 7 gennaio 1918.
Attualmente, il film viene considerato perduto.